# Chiisagata, Nagano
Chiisagata (小県郡 Chiisagata-gun) là huyện thuộc tỉnh Nagano, Nhật Bản. Tính đến ngày 1 tháng 10 năm 2020, dân số ước tính của huyện là 9.721 người và mật độ dân số là 40 người/km2. Tổng diện tích của huyện là 241 km2.